# Nationale Televisiemaatschappij van Oekraïne
Nationale Televisiemaatschappij van Oekraïne (Oekraïens: Національна Телекомпанія України, Romanisatie: Natsionalna Telekompanija Oekrajiny) is een staatsinstelling die in de werd in 1995 opgericht op basis van de geliquideerde staatstelevisie- en radiomaatschappij van Oekraïne (Ukrteleradiokompaniya), periode van 1995 tot 2017 de uitzending van staatstelevisiezenders op het hele grondgebied van Oekraïne en bepaalde regio's verzorgde. Het is de enige omroep in het land die helemaal gefinancierd wordt door de staat. 
Wet van Oekraïne van 17 april 2014 "On Public Television and Radio Broadcasting of Ukraine" te vervangen voorzag in de oprichting van de Nationale publieke teleradiomaatschappij van Oekraïne, die rechtstreeks verantwoordelijk is voor de werking van het nieuw gecreëerde systeem van Openbare televisie- en radio-uitzendingen in Oekraïne vanaf 19 januari 2017.

## Geschiedenis
De eerste uitzending van omroep vond plaats op 1 februari 1939 vanuit Kiev, enkele maanden voor de start van de Tweede Wereldoorlog. De testuitzending was slechts veertig minuten lang en was opgenomen in een kleine studio in Kiev. Tijdens de uitzending kon men een portret van Grigori Ordzjonikidze zien.
Na het uitbreken van de Tweede Wereldoorlog kort daarna werden de uitzendingen van de omroep stilgezet. Daarbij werd ook het Kiev Telecenter, de uitzendplek van de omroep, gebombardeerd.
Pas op 6 november 1951 begon het kanaal weer met uitzenden en werd er een patriottistische film uitgezonden over de 34ste verjaardag van de Oktoberrevolutie. Op 1 mei 1952 werd er voor het eerst een concert uitgezonden van de Nationale opera van Oekraïne. In 1953 werd het nieuwe omroepgebouw ingewijd, tegelijk met de omroepgebouwen in Moskou en Leningrad.
Tot 1956 werden er twee keer op een dag uitgezonden, meestal bestonden de uitzending uit films, documentaires of concerten. Alle uitzendingen van die tijd waren bovendien live, omdat de opnametechnieken voor het opnemen en later uitzenden van programma's niet gebruikelijk was rond die tijd. Vanaf 1956 werden er rond reguliere tijdstippen uitgezonden.
Vanaf 20 januari 1965 verscheen op het beeld het logo van de omroep, dat simpelweg bestond uit twee letters: УТ. Op 6 maart 1972 werd het tweede kanaal ingewijd.

## Internationaal
Sinds 1998 is de omroep lid van de EBU. Zo mocht de omroep na de winst op het Eurovisiesongfestival 2005 en 2017 organiseren. Ook organiseerde de omroep het Junior Eurovisiesongfestival 2009 en 2013.
De omroep was ook een van de gastomroepen tijdens het EK voetbal 2012, dat in Polen en Oekraïne werd gehouden.